# Piero Quispe
Piero Aldair Quispe Córdova (ur. 14 sierpnia 2001 w Limie) – peruwiański piłkarz występujący na pozycji ofensywnego lub środkowego pomocnika, reprezentant Peru, od 2024 roku zawodnik meksykańskiego Pumas UNAM.